# IIFA Award/Bester Dialog
Im Rahmen der Verleihung der International Indian Film Academy Awards werden unter anderem Preise für den besten Dialog verliehen.
Die Gewinner des IIFA Best Dialogue Award waren bislang:
| Jahr | Gewinner                       | Film                                            | Deutscher Titel                    |
| ---- | ------------------------------ | ----------------------------------------------- | ---------------------------------- |
| 2000 | Amrik Gill                     | Hum Dil De Chuke Sanam                          | Ich gab Dir mein Herz, Geliebter   |
| 2001 | O. P. Dutta                    | Refugee                                         | Refugee                            |
| 2002 | Karan Johar & Shaktiman        | Kabhi Khushi Kabhie Gham & Gadar: Ek Prem Katha | In guten wie in schweren Tagen & — |
| 2003 | Prakash Kapadia                | Devdas                                          | Devdas – Flamme unserer Liebe      |
| 2004 | Abbas Tyrewala                 | Munnabhai M.B.B.S.                              | —                                  |
| 2005 | Vishal Bhardwaj                | Maqbool                                         | Maqbool – Der Pate von Mumbai      |
| 2006 | Prakash Jha                    | Apharan                                         | —                                  |
| 2007 | Rajkumar Hirani, Abhijat Joshi | Lage Raho Munna Bhai                            | Lage Raho Munna Bhai               |